# ジャン・パスカル
ジャン・パスカル（Jean Pascal、1982年10月28日 - ）は、カナダのプロボクサー。ハイチのポルトープランス出身。元WBC・WBAレギュラー世界ライトヘビー級王者。プロモーターとしてジャン・パスカル・プロモーションズを主宰している。

## 来歴
ハイチに生まれ、幼少時にカナダのケベック州に移住した。

### アマチュア時代
2001年、北アイルランドベルファストで開催された世界選手権にライトミドル級(71kg)で出場するが準々決勝で敗退した。
2004年、アテネオリンピックアメリカ大陸予選にミドル級(75kg)で出場するが準決勝でアルフレド・アングロに敗退。アメリカ大陸最終予選で優勝を果たしオリンピック出場権を獲得した。
2004年、カナダ代表としてアテネオリンピックにミドル級で出場し、1回戦で敗退した。
アマチュア戦績は121戦103勝18敗。アドニス・ステベンソンとはアマチュア時代に2度戦い、2勝無敗の戦績。

### プロ時代
2005年2月3日、モントリオールでプロデビューし、2回TKO勝ち。
2005年12月10日、10戦目でカナダスーパーミドル級王座を獲得。
2006年9月30日、14戦目でWBCラテンアメリカスーパーミドル級王座決定戦でルーカス・グリーン・アリアスと対戦し、6回TKO勝ちで王座を獲得。同年11月18日にはNABO北米スーパーミドル級王座決定戦でジャーメイン・マッキーと対戦し、10回判定勝ちで王座を獲得。
2007年6月8日、クリスチャン・クルスに10回TKO勝ちし、NABAおよびNABF北米スーパーミドル級王座を獲得した。
2008年12月6日、22戦目で世界王座初挑戦。カール・フローチとWBC世界スーパーミドル級王座決定戦を行い、プロ初黒星となる12回判定負けを喫し王座獲得に失敗した。
2009年4月4日、パブロ・ダニエル・サモラ・ニエバスとWBOインターコンチネンタルスーパーミドル級王座決定戦を行い、5回KO勝ちを収め王座獲得に成功した。
2009年6月19日、WBC世界ライトヘビー級王者のアドリアン・ディアコヌと対戦し、5回にダウンを奪うなどして、12回3-0の判定勝ちを収め王座獲得に成功した。
2009年12月11日、2度目の防衛戦でアドリアン・ディアコヌと再戦し、12回3-0の判定勝ちを収め2度目の防衛に成功した。
2010年8月14日、WBC世界ライトヘビー級暫定王者でIBO世界ライトヘビー級王者のチャド・ドーソンと対戦。11回にバッティングによりドーソンが右瞼をカットし、負傷判定勝ちで王座統一に成功、同時にIBO王座の獲得に成功にした。ドーソンはプロ初黒星となった。
2010年12月18日、4度目の防衛戦でバーナード・ホプキンスと対戦。1、3回にダウンを奪いその後盛り返されるも、12回0-1（113-113、114-114、112-114）の判定で引き分けたが4度目の防衛に成功した。この試合はWBCの年間最高試合に選出された。
2011年5月21日、5度目の防衛戦で前回引き分けに終わったバーナード・ホプキンスと5ヵ月ぶりにダイレクトリマッチで再戦。試合は0-3の判定負けを喫し5度目の防衛に失敗、王座から陥落した。新王者となったホプキンスはジョージ・フォアマンの45歳9ヵ月での世界王座獲得を更新、最高齢となる46歳4ヵ月での世界王座獲得を達成した。
2013年5月15日、モントリオールのベル・センターでルシアン・ブーテと対戦する予定だったが、ブーテがスパーリング中に左手を骨折して延期された。
2014年1月18日、モントリオールのベル・センターで元IBF世界スーパーミドル級王者でNABF北米ライトヘビー級王者ルシアン・ブーテと対戦し、セコンドに就いたロイ・ジョーンズ・ジュニアのアドバイスを下に有利に戦い12回3-0（116-112、117-110、117-111）の判定勝ちを収め王座獲得に成功、WBCダイヤモンド王座獲得にも成功した。
2014年7月23日、GYMプロモーションズと袂を分かちフリー選手となることを発表、9月27日予定されていたタボリス・クラウドとの試合も中止となった。
2014年12月6日、モントリオールのベル・センターでロベルト・ボロンティと対戦し、2回2分29秒、無効試合となった。
2015年3月14日、モントリオールのベル・センターでWBAスーパー・IBF・WBO世界ライトヘビー級王者のセルゲイ・コバレフと対戦するが、3回にプロ初のダウンを奪われ、8回1分3秒TKO負けを喫し王座返り咲きに失敗した。なお、WBCはこの試合の勝者にWBC世界ライトヘビー級ダイヤモンド王座を与えると通知していた為、勝者のコバレフにはWBC世界ライトヘビー級ダイヤモンド王座が贈られた。しかし、コバレフとパスカル共にWBC世界ライトヘビー級ランキングのランク外であり、パスカルに至ってはダイヤモンド王座戦及び指名挑戦者決定戦の認定を拒みWBCへの認定料支払いを拒否したにもかかわらず、WBCがこの試合をダイヤモンド王座戦及びWBC世界ライトヘビー級王者アドニス・ステベンソンの指名挑戦者決定戦に指定したことに対し、WBOのフランシスコ・バルカルセル会長は一つの団体が一階級に多数の王者を認めることで、ファンは混乱するし世界王者の価値も損なう事になると批判の声を上げた。
2016年1月30日、モントリオールのベル・センターでWBAスーパー・WBO・IBF世界ライトヘビー級王者のセルゲイ・コバレフと10ヵ月ぶりに再戦した。この試合からトレーナーがフレディ・ローチに変わった。初回から手数で押されてしまい5回と6回にはストップ寸前まで追い詰められた。7回終了時にパスカルのダメージを重く見たセコンド陣営が棄権を申し出て試合に敗れ、王座獲得に失敗した。
2017年6月3日、モントリオールのベル・センターでWBC世界ライトヘビー級1位でWBC世界ライトヘビー級シルバー王者のエレイデル・アルバレスと対戦し、12回0-2（111-117、112-116、114-114）の判定負けを喫し王座獲得に失敗した。
2017年12月8日、フロリダ州ハイアリアで引退試合としてアーメド・エルビアリとライトヘビー級10回戦を行い、6回2分6秒TKO勝ちを収め有終の美を飾った。
2018年7月20日、引退を撤回して現役復帰をして、スティーブ・ボッセに8回TKO勝ちを収めた。
2018年11月24日、アトランティックシティのエテズス・アリーナでWBA世界ライトヘビー級王者のディミトリー・ビボルと対戦し、12回0-3（2者が109-119、111-117）の判定負けを喫し王座獲得に失敗した。
2019年8月3日、ニューヨークのバークレイズ・センターでWBA世界ライトヘビー級暫定王者のマーカス・ブラウンと対戦し、偶然のバッティングでブラウンが左瞼を大きくカットして即試合がストップとなり、パスカルが8回1分49秒3-0（3者共75-74）負傷判定勝ちを収め暫定ながら王座獲得に成功した。
2019年12月28日、アトランタのステートファーム・アリーナで元世界2階級制覇王者でWBA世界ライトヘビー級11位のバドゥ・ジャックと対戦し、12回2-1（2者が114-112、112-114）の判定勝ちを収め初防衛に成功した。
2021年5月28日、VADAによるドーピング検査でパスカルから3種類のステロイド（ドロスタノロン、ドロスタノロン代謝物、エピトレンボロン）が検出されたことで、2021年6月6日に再戦が決まっていたバドゥ・ジャック戦が中止になった。その後、別のドーピング検査でさらにエリスロポエチン（EPO）が検出、ドロスタノロンが再検出された。
2021年7月10日、WBAはパスカルのWBA世界ライトヘビー級レギュラー王座を剥奪し、6か月間の資格停止処分を下した。
2022年11月25日、モントリオールで車で赤信号無視をした上、アルコール検査も拒否したため飲酒運転の疑いで逮捕された。
2023年3月16日、ラヴァルのプレイス・ベルでミハエル・アイフェートとIBF世界ライトヘビー級挑戦者決定戦で対戦し、12回判定負けを喫した。
2025年6月28日、ラヴァルのプレイス・ベルでWBC世界クルーザー級3位のミハル・チェスラックとWBC暫定世界クルーザー級王座決定戦を行うも、4回中盤にパスカル陣営が棄権の意思を示したことから、4回1分10秒TKO負けを喫し暫定王座獲得と世界2階級制覇に失敗した。

## 獲得タイトル
- カナダスーパーミドル級王座
- WBCラテンアメリカスーパーミドル級王座
- NABO北米スーパーミドル級王座
- NABA北米スーパーミドル級王座
- NABF北米スーパーミドル級王座
- WBOインターコンチネンタルスーパーミドル級王座
- WBC世界ライトヘビー級王座（防衛4）
- IBO世界ライトヘビー級王座
- NABF北米ライトヘビー級王座
- WBC世界ライトヘビー級ダイヤモンド王座
- WBA世界ライトヘビー級暫定王座（防衛0=レギュラー王座に昇格）
- WBA世界ライトヘビー級レギュラー王座（防衛1=剥奪）